# إنتيركونتيننتال دي أفياسيون الرحلة 256
إنتيركونتيننتال دي أفياسيون الرحلة 256 طائرة ماكدونل دوغلاس دي سي-9-14 كانت تحمل علي متنها 47 راكبا و5 من أفراد الطاقم في رحلة طيران من بوغوتا إلي قرطاجنة في 10 يناير 1995، بقيادة الكابتن أندريس باتاكون البالغ من العمر 47 عاما، ذو خبرة الطيران لمدة 25 عاما والمساعد أول لويس ريوس البالغ من العمر 36 عاما ذو خبرة الطيران لمدة 14 عاما، وعند الساعة 7:33 مساءآ بتوقيت كولومبيا بدأت الطائرة تنخفض بسرعة نحو الأرض ولم يدرك الطاقم سقوط الطائرة بسبب فقدان الوعي الظرفي وكان مقياس الارتقاع علي جانب المساعد أول مضبوطا علي رقم خاطئ. تحطمت الطائرة عند الساعة 7:38 مساء بتوقيت كولومبيا عندما اصطدم الجناح الأيسر للطائرة بشجرة وطارت لمسافة 200 متر قبل تحطم الطائرة وانفجارها في سد بحيرة شاطئة قرب ماريا لا باجا، وقتل 46 راكبا وجميع أفراد الطاقم البالغ عددهم 5 أشخاص ونجت إريكا ديلغادو البالغة من العمر 9 سنوات، وقالت أنه عندما كانت الطائرة علي ارتفاع 1,000 قدم (300 متر) قامت والدتها برميها من الطائرة وكانت والدتها ووالديها وأخيها الأصغر من بين الضحايا. بعد ساعات من الحادثة كان المزارع أرجيميرو فيرغارا الذي كان شاهد عيان علي الحادثة يحصد الطحالب ووجد إريكا ديلغادو بين الطحالب وجرحت بكسر في قدميها بسبب السقوط من الطائرة وتم نقلها للمستشفي بسرعة وتعافت بعد بضعة أشهر وتبنيت من قبل عائلة آخري وكان سبب الحادث هو وضع خاطئ لمقياس الارتفاع الخاصة بمساعد الطيار إلى 16,200 قدم (4,900 متر) أي حوالي 5 كم عند اصطدام الطائرة.

## وصلات خارجية
- Aerocivil
  - (بالإسبانية) Final accident report (Archive)
  - (بالإسبانية) Summary (Archive)